# Kickboxer 2025
Kickboxer 2025 (título original: Future Kick) es una película estadounidense de acción y ciencia ficción de 1991, dirigida por Damian Klaus, que a su vez la escribió junto a Catherine Cyran, musicalizada por Stan Ridgway y Scott Singer, en la fotografía estuvo Ken Arlidge y los protagonistas son Don Wilson, Meg Foster y Chris Penn, entre otros. El filme fue realizado por Concorde-New Horizons y se estrenó el 19 de noviembre de 1991.

## Sinopsis
En la tierra del futuro, un hombre hace frente a una perversa asociación que hace negocios con partes del cuerpo humano en el mercado ilegal.